# Brejo do Beberibe
Brejo do Beberibe é um bairro do Recife, Pernambuco.
Localiza-se na zona norte do Recife. Faz limites com os bairros Passarinho, Dois Unidos, Linha do Tiro, Alto José Bonifácio, Vasco da Gama, Nova Descoberta e Brejo da Guabiraba.
No bairro encontram-se diversos estabelecimentos comerciais e escolares.

## Demografia
Área Territorial: 64 ha
População Residente: 8.292 habitantes 
Densidade demográfica: 129,86 hab./ha
Domicílios: 2.459